# Erzbischöfliche Liebfrauenschule Bonn
Erzbischöfliche Liebfrauenschule Bonn a menudo conocida como la Liebfrauenschule Bonn, es una escuela católica para niñas en el barrio Südstadt de la ciudad de Bonn, en el país europeo de Alemania. En 1876, una escuela católica privada para niñas fue fundada por Bernardo Fröhlich y desde 1900 la dirigió Emilie Heyermann. Se encontraba en Clemensstraße y tenía c. 250 alumnos. En 1917, se hicieron cargo las Hermanas Educadoras de Notre Dame, y en 1919 se trasladó a KÖNIGSTRASSE 17-19. De 1938 a 1944, el centro  fue cerrado y reemplazado por un städtische Oberschule II für Mädchen. En 1945, las Hermanas tomaron el control de la escuela de nuevo y la convirtieron en un gimnasio para las lenguas modernas y, hasta 1975, para la educación secundaria de las mujeres. En 1975, la Arquidiócesis de Colonia asumió la responsabilidad de la escuela. En 1985, se renovaron y se ampliaron sus edificios. 